# 扎维多沃
56°31′43″N 36°31′34″E / 56.528611121111°N 36.526111121111°E
扎维多沃（俄语：Зави́дово）是位于俄羅斯特维尔州的村，也是歷代官邸的所在地，包括以前的苏联领导人和現時的俄罗斯总统。此地原为一处军用狩猎场，后来在赫鲁晓夫时期改为官方别墅。在勃列日涅夫时期又进行了大规模扩建。